# Apagamento de dados
O apagamento de dados (às vezes chamado de limpeza de dados ou destruição de dados) é um método baseado em software para substituir os dados que visa destruir completamente todos os dados eletrônicos que residem em uma unidade de disco rígido ou outra mídia digital usando zeros e uns para sobrescrever dados em todos os setores do dispositivo em um processo irreversível. Ao substituir os dados no dispositivo de armazenamento, os dados se tornam irrecuperáveis e a unidade alcança a sanitização de dados.
Idealmente, o software projetado para eliminação de dados deve:
1. Permitir a seleção de um padrão específico, com base em necessidades únicas, e
2. verificar se o método de substituição foi bem-sucedido e removeu os dados em todo o dispositivo.

O apagamento permanente de dados vai além dos comandos básicos de exclusão de arquivos, que apenas removem ponteiros diretos para os setores do disco de dados e possibilitam a recuperação de dados com ferramentas de software comuns. Diferentemente da desmagnetização e da destruição física, que inutilizam a mídia de armazenamento, o apagamento de dados remove todas as informações deixando o disco operável. Novas implementações de mídia baseadas em memória flash, como unidades de estado sólido ou unidades flash de USB, podem fazer com que as técnicas de apagamento de dados falhem, permitindo que os dados remanescentes sejam recuperáveis.
A sobregravação baseada em software usa um aplicativo de software para gravar um fluxo de zeros, uns ou dados pseudoaleatórios sem sentido em todos os setores de uma unidade de disco rígido. Existem diferenciais importantes entre o apagamento de dados e outros métodos de substituição, que podem deixar os dados intactos e aumentar o risco de violação de dados, roubo de identidade ou falha na conformidade regulatória. Muitos programas de erradicação de dados também fornecem sobregravações múltiplas para que eles suportem padrões reconhecidos pelo governo e pela indústria, embora uma sobregravação de passagem única seja amplamente considerada suficiente para unidades de disco rígido modernas. Um bom software deve fornecer a verificação da remoção dos dados, necessária para atender a determinados padrões.
Para proteger os dados em mídias perdidas ou roubadas, alguns aplicativos de apagamento de dados destroem remotamente os dados se a senha for inserida incorretamente. As ferramentas de eliminação de dados também podem direcionar dados específicos em um disco para eliminação de rotina, fornecendo um método de proteção contra hackers que consome menos tempo do que a criptografia de software. A criptografia de hardware/firmware embutida na própria unidade ou nos controladores integrados é uma solução popular sem nenhuma degradação no desempenho.

## Encriptação
Quando a encriptação está em vigor, o apagamento de dados funciona como um complemento à destruição criptográfica (ou cripto-destruição), a prática de "excluir" dados apenas excluindo ou substituindo as chaves criptográficas.
Atualmente, as soluções de encriptação de hardware/firmware dedicadas podem executar uma encriptação completa de 256 bits, utilizando o AES, mais rapidamente do que a eletrônica da unidade pode gravar os dados. As unidades com esse recurso são conhecidas como unidades de encriptação automática (SEDs); elas estão presentes na maioria dos laptops corporativos modernos e são cada vez mais usadas para proteger os dados em empresas. A alteração da chave de encriptação torna inacessíveis todos os dados armazenados em uma SED; é um método fácil e muito rápido para obter 100% de perda ("exclusão") de dados. O roubo de uma SED resulta em perda de ativos físicos, mas os dados armazenados ficam inacessíveis sem a chave de descriptografia (que não está armazenada em uma SED), supondo que não haja ataques efetivos contra o AES ou sua implementação no hardware da unidade.[carece de fontes?]

## Importância
Os ativos de tecnologia da informação geralmente contêm grandes volumes de dados confidenciais. Números de seguros sociais, cartões de crédito, dados bancários, históricos médicos e informações confidenciais são frequentemente armazenado(a)s em discos rígidos de computadores ou servidores. Eles podem inadvertidamente ou intencionalmente chegar à outras mídias, como impressoras, unidades de USB, flash, Zip, Jaz e REV.

### Violação de dados
O aumento do armazenamento de dados confidenciais, combinado com a rápida mudança tecnológica e a vida útil mais curta dos ativos de T.I., levou à necessidade do apagamento permanente de dados em dispositivos eletrônicos à medida em que são retirados ou reformados. Além disso, redes comprometidas, roubo e perda de laptops, bem como de outras mídias portáteis, são fontes cada vez mais comuns de violações de dados.
Se o apagamento de dados não ocorrer quando um disco for retirado ou perdido, uma organização ou usuário enfrentará a possibilidade de que os dados sejam roubados e comprometidos, levando a roubo de identidade, perda de reputação corporativa, ameaças à conformidade regulatória e impactos financeiros. As empresas gastam grandes quantias de dinheiro para garantir que seus dados sejam apagados quando descartam os discos. Incidentes de alto perfil de roubo de dados incluem:
- CardSystems Solutions (19/06/2005): A violação de cartõe de crédito expõe 40 milhões de contas.[4]
- Lifeblood (13/02/2008): Laptops perdidos continham informações pessoais, incluindo datas de nascimento e alguns números de seguros sociais de 321.000.[5]
- Hannaford (17/03/2008): Violação expõe 4,2 milhões de cartões de crédito e débito.[6]
- Compass bank (21/03/2008): Disco rígido roubado continha 1.000.000 de registros de clientes.[7]
- Faculdade de medicina da universidade da Flórida, Jacksonville (20/05/2008): Fotografias e informações de identificação de 1.900 pessoas em computadores descartados inadequadamente.[8]
- Comissão da corporação de Oklahoma (21/05/2008): Servidor vendido em leilão compromete mais de 5.000 números de seguros sociais.[9]
- Departamento de finanças, Comissão eleitoral australiana e Agência nacional de seguros de deficiência (02/11/2017): 50.000 australianos e 5.000 registros de servidores públicos federais.[carece de fontes?]

### Conformidade regulatória
Existem padrões rígidos da indústria e regulamentações governamentais que forçam as organizações a mitigar o risco de exposição não autorizada de dados confidenciais corporativos e governamentais. Os regulamentos nos Estados unidos da América incluem a HIPAA (lei de portabilidade e responsabilidade do seguro de saúde), a FACTA (lei de transações de crédito justas e precisas de 2003); a lei GLB (Gramm-Leach Bliley), a lei Sarbanes-Oxley (SOx), os padrões de segurança de dados da indústria de cartões de pagamento (PCI DSS) e a lei de proteção de dados no Reino unido. O descumprimento pode resultar em multas e danos à reputação da empresa, bem como responsabilidade civil e criminal.[carece de fontes?]

### Preservando o patrimônio e o meio ambiente
O apagamento de dados oferece uma alternativa à destruição física e à desmagnetização para a remoção segura de todos os dados do disco. A destruição física e a desmagnetização destroem a mídia digital, exigindo descarte e contribuindo para o lixo eletrônico, impactando negativamente a pegada de carbono de indivíduos e empresas. Os discos rígidos são quase 100% recicláveis e podem ser coletados gratuitamente de uma variedade de recicladores de discos rígidos após terem seus dados devidamente apagados (sanitização).

### Limitações
O apagamento de dados pode não funcionar completamente em mídias baseadas em flash, como unidades de estado sólido e unidades flash USB, pois esses dispositivos podem armazenar dados remanescentes que são inacessíveis à técnica de apagamento, e os dados podem ser recuperados dos chips de memória flash individuais dentro do dispositivo. O apagamento de dados por substituição funciona apenas em discos rígidos que estão funcionando e gravando em todos os setores. Os setores defeituosos geralmente não podem ser substituídos, mas podem conter informações recuperáveis. Setores defeituosos, no entanto, podem ser invisíveis para o sistema hospedeiro (host) e, portanto, para o software de apagamento. A encriptação de disco antes do uso evita esse problema. O apagamento de dados orientado por software também pode ser comprometido por código malicioso.

## Diferenciais
O apagamento de dados baseado em software usa um aplicativo capaz de acessara o disco para gravar uma combinação de uns, zeros e qualquer outro caractere alfanumérico, também conhecido como "máscara," em cada setor da unidade de disco rígido. O nível de segurança ao usar ferramentas de destruição de dados de software é aumentado drasticamente através do pré-teste de discos rígidos quanto a anormalidades dos setores e garantindo que a unidade esteja em 100%  de suas condições de funcionamento. O número de limpezas tornou-se obsoleto com a inclusão mais recente de um "passe de verificação" que verifica todos os setores do disco e verifica qual caractere deve estar lá, ou seja; 1 passagem de AA deve preencher todos os setores graváveis do disco rígido. Isso torna mais de 1 passagem um ato desnecessário e certamente mais prejudicial, especialmente porque as unidades ultrapassaram a marca de 1 TB.

### Sobregravação completa do disco
Embora existam muitos programas de sobregravação, apenas aqueles capazes de apagar completamente os dados oferecem segurança total, destruindo os dados em todas as áreas de um disco rígido. Programas de sobregravação de disco que não podem acessar todo o disco rígido, incluindo áreas ocultas/bloqueadas, como a área protegida do hospedeiro (HPA), a sobreposição de configuração do dispositivo (DCO) e setores remapeados, executam um apagamento incompleto, deixando alguns dados intactos. Ao acessar todo o disco rígido, o apagamento de dados elimina o risco de remanência de dados.[carece de fontes?]
O apagamento de dados também pode ignorar o sistema operacional (S.O.).  Programas de sobregravação, que operam por meio do sistema operacional, nem sempre executarão um apagamento completo porque eles não podem modificar completamente o conteúdo do disco rígido que está sendo usado ativamente pelo sistema operacional em execução. Por causa disso, muitos programas de apagamento de dados são fornecidos em um formato inicializável, onde você executa um CD ao vivo que possui todo o software necessário para apagar o disco.[carece de fontes?]

### Suporte dehardware
O apagamento de dados pode ser implantado em uma rede para atingir vários PCs, em vez de ter que apagar cada um sequencialmente. Diferentemente dos programas de sobregravações baseados em DOS que podem não detectar todo o hardware de rede, o software de apagamento de dados baseado em Linux suporta ambientes de rede de área de armazenamento (SAN) e servidores de ponta com suporte de hardware para Serial ATA, Serial attached SCSI (SAS), discos de canal de fibra e setores remapeados. Ele opera diretamente com tamanhos de setor como 520, 524 e 528, eliminando a necessidade de reformatar para o tamanho de setor de 512 primeiramente. O WinPE agora ultrapassou o Linux como o ambiente de escolha, pois os drivers podem ser adicionados com pouco esforço. Isso também ajuda na destruição de dados de tablets e outros dispositivos portáteis que exigem ambientes UEFI puros sem NICs de hardware instalados e/ou sem suporte à pilha de rede UEFI.

### Padrões
Existem muitos padrões governamentais e da indústria para sobregravação baseada em software que remove os dados. Um fator chave para atender a esses padrões é o número de vezes que os dados são sobrescritos. Além disso, alguns padrões exigem um método para verificar se todos os dados foram removidos de todo o disco rígido e para visualizar o padrão de sobregravação. O apagamento completo de dados deve levar em conta áreas ocultas, normalmente a DCO, a HPA e setores remapeados.
A edição de 1995 do manual operacional do programa nacional de segurança industrial (DoD 5220.22-M) permitiu o uso de técnicas de sobregravação para sanear alguns tipos de mídias gravando todos os locais endereçáveis com um caractere, seu complemento e, em seguida, um caractere aleatório. Essa disposição foi removida em uma alteração do manual em 2001 e nunca foi permitida para mídias ultra secretas, mas ainda é listada como uma técnica por muitos fornecedores do software de eliminação de dados.
O software de apagamento de dados deve fornecer ao usuário um certificado de validação indicando que o procedimento de sobregravação foi concluído corretamente. O software de apagamento de dados também deve[carece de fontes?] cumprir os requisitos para apagar áreas ocultas, fornecer uma lista de registros (logs) de defeitos e listar setores defeituosos que não puderam ser sobrescritos.
| Padrão de sobregravação                                                                        | Data | Rodadas de sobregravação | Padrão                                                                     | Notas                                                                |
| ---------------------------------------------------------------------------------------------- | ---- | ------------------------ | -------------------------------------------------------------------------- | -------------------------------------------------------------------- |
| Publicação do Gabinete da marinha dos E.U.A. NAVSO P-5239-26                                   | 1993 | 3                        | Um caractere, seu complemento, aleatório.                                  | A verificação é obrigatória.                                         |
| Instrução de segurança de sistema da força aérea dos E.U.A. 5020                               | 1996 | 3                        | Zeros em todos, uns em todos, qualquer caractere.                          | A verificação é obrigatória.                                         |
| Algorítmo de Peter Gutmann                                                                     | 1996 | 1 – 35                   | Várias, incluindo todos os outros métodos listados.                        | Originalmente destinado a discos MFM e RLLque agora estão obsoletos. |
| Algorítmo de Bruce Schneier                                                                    | 1996 | 7                        | Uns em todos, zeros em todos, sequência pseudo-aleatória cinco vezes.      |                                                                      |
| Padrão do Escritório federal da Alemanha para segurança da informação                          | 1999 | 7                        | O disco é preenchido com sequências 0x00, 0xFFe, na última passagem, 0xAA. |                                                                      |
| Disposição de disco rígido de computador não classificada do Departamento de defesa dos E.U.A. | 2001 | 3                        | Um caractere, seu complemento, outro padrão.                               |                                                                      |
| Escritório federal alemão para segurança da informação                                         | 2004 | 2 – 3                    | Padrão não uniforme, seu complemento.                                      |                                                                      |
| Estabelecimento de segurança de comunicações do Canadá ITSG-06                                 | 2006 | 3                        | Uns ou zeros em todos, seu complemento, um padrão pseudo-aleatório.        | Para mídia não classificada.                                         |
| SP-800-88 do NIST                                                                              | 2006 | 1                        | ?                                                                          |                                                                      |
| Manual operacional do programa nacional de segurança industrial dos E.U.A. (DoD 5220.22-M)     | 2006 | 3                        | ?                                                                          | Não especifica mais nenhum método.                                   |
| Manual de desclassificação de dispositivos de armazenamento (SDDM) da(o) NSA/CSS               | 2007 | 0                        | ?                                                                          | Somente desmagnetizar ou destruir.                                   |
| Manual de segurança de TIC do governo australiano de 2014 - Controles                          | 2014 | 1                        | Padrão aleatório (somente para discos maiores que 15 GB).                  | Desmagnetizar mídia magnética ou destruir mídia ultra-secreta.       |
| NZSIT 402 do Departamento de segurança de comunicações do governo da Nova Zelândia             | 2008 | 1                        | ?                                                                          | Para dados até o nível confidencial.                                 |
| Padrão britânico HMG Infosec 5, padrão de linha de base                                        | ?    | 1                        | Padrão aleatório.                                                          | A verificação é obrigatória.                                         |
| Padrão britânico HMG Infosec 5, padrão aprimorado                                              | ?    | 3                        | Uns em todos, zeros em todos, aleatório.                                   | A verificação é obrigatória.                                         |
| SP-800-88 rev. 1 do NIST                                                                       | 2014 | 1                        | Zeros em todos                                                             | Descreve soluções com base no tipo de mídia.                         |

Às vezes, os dados podem ser recuperados de um disco rígido quebrado. No entanto, se os pratos em um disco rígido estiverem danificados, como ao fazer um furo na unidade (e nos pratos dentro), os dados só poderão ser recuperados teoricamente pela análise bit a bit de cada prato com tecnologia forense avançada.

### Número de sobregravações necessárias
Os dados em disquetes às vezes podem ser recuperados por análise forense mesmo depois que os discos forem sobrescritos uma vez por zeros (ou zeros e uns aleatórios). Este não é o caso dos discos rígidos modernos:
- De acordo com a publicação especial do NIST de 2014 800-88 rev. 1, seção 2.4 (p. 7): "Para dispositivos de armazenamento contendo mídia magnética, uma única passagem de sobregravação com um padrão fixo, como zeros binários, normalmente dificulta a recuperação de dados, mesmo que o estado da arte das técnicas de laboratório sejam aplicadas para tentar recuperar os dados."[27] Ele recomenda o apagamento criptográfico como um mecanismo mais geral.
- De acordo com o "tutorial de sanitização de dados de unidades de disco" (p. 8) do Centro de pesquisa de gravação magnética de San Diego (agora Centro de pesquisa de memória e gravação) da Universidade da Califórnia em San Diego: "O apagamento seguro faz um único apagamento na trilha dos dados na unidade de disco. A Agência de segurança nacional dos E.U.A. publicou uma aprovação de garantia da informação da sobregravação de passagem única, depois que testes técnicos no CMRR mostraram que várias passagens de sobregravaçõe nas trilhas não forneceram apagamento adicional. drives que sobrescrevem todos os dados em um disco, incluindo setores remapeados (erro).[25] O "apagamento seguro" é um utilitário embutido em discos rígidos ATA modernos que sobrescreve todos os dados em um disco, incluindo setores remapeados (com erros).[28]
- Análises adicionais parecem também indicar que uma substituição é tudo o que geralmente é necessário.[29]

## Lixo eletrônico e segurança da informação
O lixo eletrônico apresenta uma ameaça potencial à segurança de indivíduos e países exportadores. Os discos rígidos que não são apagados adequadamente antes do descarte do computador podem ser reabertos, expondo informações confidenciais. Números de cartão de crédito, dados financeiros privados, informações de contas e registros de transações online podem ser acessados pela maioria dos indivíduos dispostos. Os criminosos organizados em Gana geralmente pesquisam as unidades em busca de informações para usar em golpes locais.
Contratos governamentais foram descobertos em discos rígidos encontrados em Agbogbloshie. Acordos multimilionários de instituições de segurança dos Estados Unidos, como a Agência de inteligência de defesa (DIA), a Administração de segurança de transportes e a Segurança interna, ressurgiram em Agbogbloshie.